# Melvin Twellaar
Melvin Twellaar, né le 23 décembre 1996 à Amsterdam, est un rameur d'aviron néerlandais . Il a représenté les Pays-Bas aux Jeux de Tokyo 2020 où il obtient une médaille d'argent en deux de couple.

## Carrière
En catégorie junior, il parvient à se classer huitième aux championnats du monde juniors 2014 à Hambourg. Associé à Luuk Adema, il termine quatrième en espoirs lors des championnats du monde des moins de 23 ans en 2017. Un an plus tard, la paire intègre le circuit de la coupe du monde d'aviron en tant que deuxième bateau néerlandais. En juillet, les deux remporte la médaille d'argent aux Championnats du monde U23 en 2018.
À partir de 2019, il s'engage en deux de couple avec Stef Broenink et se qualifie en finale A au terme de la saison de coupe du monde avec une quatrième place. L'année suivante, la paire remporte le titre aux Championnats d'Europe à Poznań . En 2021, le titre leur échappe aux championnats d'Europe d'aviron 2021 battus par la paire française Boucheron/Androdias ; ils les retrouvent en finale des Jeux olympiques d'été de 2020 après avoir remporté leur demi-finale et doivent se contenter de la médaille d'argent battus par les français pour deux dixièmes. 